# 新利软件
新利软件（集团）股份有限公司，简称新利软件（港交所：8076），1992年创立于浙江省杭州市，是中国大陆的一家软件公司。
公司曾在中国大陆推出“无中心”模式POS方案，这是一种通过软件方式实现多行共享POS的方案。20世纪末、21世纪初，在金卡工程未在某地设立银行卡信息交换中心、中国银联亦未成立的时候，此方案在重庆、成都、贵阳、石家庄、长春等地曾得以推广。